# هیمار لنک
هیمار لنک (استونیایی: Heimar Lenk؛ زادهٔ ۱۷ سپتامبر ۱۹۴۶)  سیاستمدار و نماینده سابق مجلس اهل استونی است.